# Dicksonia sciurus
Dicksonia sciurus là một loài dương xỉ trong họ Dicksoniaceae. Loài này được C. Chr. mô tả khoa học đầu tiên năm 1937.
Danh pháp khoa học của loài này chưa được làm sáng tỏ. 